# Roberto Telch
Roberto Telch (6 de novembre de 1943 - 12 d'octubre de 2014) fou un futbolista argentí.

## Selecció de l'Argentina
Va formar part de l'equip argentí a la Copa del Món de 1974.